# Allen Jenkins
Allen Jenkins, född 9 april 1900 i New York, död 20 juli 1974 i Santa Monica, Kalifornien, var en amerikansk skådespelare. Han medverkade under åren 1931-1974 i över 150 filmer och TV-serier, ofta i det komiska facket. Han gjorde originalrösten till konstapel Dribble i den animerade TV-serien Top Cat åren 1961-1962.

## Filmografi
- 1932 – Jag är en förrymd kedjefånge
- 1933 – 42:a gatan
- 1933 – Lawyer Man
- 1933 – Efterlyst av hemliga polisen
- 1934 – Brott på linjen
- 1935 – Min bror vid polisen
- 1936 – Kom så gifter vi oss
- 1937 – Storstadsdesperados
- 1937 – Den fulländade mannen
- 1937 – I skyskrapornas skugga
- 1938 – A Slight Case of Murder
- 1938 – Den mystiske doktor Clitterhouse
- 1938 – Kjol- och rackartyg
- 1939 – Fem kom tillbaka
- 1939 – Skål, professorn!
- 1939 – Ingen ängel
- 1940 – Mr Sarto gör razzia
- 1941 – Jag stannar över natten
- 1941 – Fotsteg i mörkret
- 1942 – Alla kysste bruden
- 1942 – Dagdrivarbandet
- 1945 – Jag ger mig aldrig!
- 1945 – Mirakelmannen
- 1947 – Fy på sej, gamla människan!
- 1959 – Jag hatar dej, älskling
- 1963 – En ding, ding, ding, ding värld (ej krediterad cameo)
- 1964 – En fästman för mycket
- 1974 – Stoppa pressarna!